# Cotinga becgroga
La cotinga becgroga (Carpodectes antoniae) és un ocell de la família dels cotíngids (Cotingidae).

## Hàbitat i distribució
Habita manglars i bosc de ribera de les terres baixes del Pacífic al sud-oest de Costa Rica i l'extrem oest de Panamà.